# Kuzicus aspercaudatus
Kuzicus aspercaudatus är en insektsart som beskrevs av Sänger och Brigitte Helfert 2006. Kuzicus aspercaudatus ingår i släktet Kuzicus och familjen vårtbitare. Inga underarter finns listade i Catalogue of Life.